# Royal-Manas-Nationalpark
Der Royal-Manas-Nationalpark ist ein Nationalpark in Bhutan. Er wurde im Jahr 1966 gegründet und ist damit der älteste des Landes. Mit einer Fläche von 1057 km² bedeckt er Flächen in insgesamt drei Distrikten des Landes. Darunter ist der östliche Teil des Sarpang-Distriktes, der westliche Teil des Zhemgang-Distriktes und der westliche Teil des Pemagatshel-Distriktes. BirdLife International weist das Gebiet als Important Bird Area aus.
Der Nationalpark ist über „biologische Korridore“ mit dem Jigme-Singye-Wangchuck-Nationalpark, Phipsoo-Reservat, Phrumsengla-Nationalpark und Khaling Wildlife Sanctuary, weiteren Nationalparks in Bhutan, verbunden.
Im Süden grenzt der Royal-Manas-Nationalpark an den Manas-Nationalpark, einem UNESCO-Weltnaturerbe in Indien.

## Klima
In der Monsunzeit von Mai bis September können im Nationalpark bis zu 5000 mm Regen fallen. In den anderen Teilen des Jahres fällt nur wenig Regen. Die Beste Reisezeit ist von November bis März, da in dieser Zeit die Temperaturen sehr angenehm sind.

## Geschichte
1966 wurde Royal Manas als Wildlife Sanctuary ausgewiesen und ist damit das älteste Naturschutzgebiet Bhutans. 1993 wurde das Gebiet letztendlich zum Nationalpark erklärt.

## Flora und Fauna
Im Royal-Manas-Nationalpark sind unzählige seltene Pflanzen- und Tierarten beheimatet.

### Flora
Habitate (Lebensstätte einer bestimmten Tierart) reichen im Royal-Manas-Nationalpark von Tiefland-Tropenwäldern bis hin zu permanenten Eisfeldern.

### Fauna

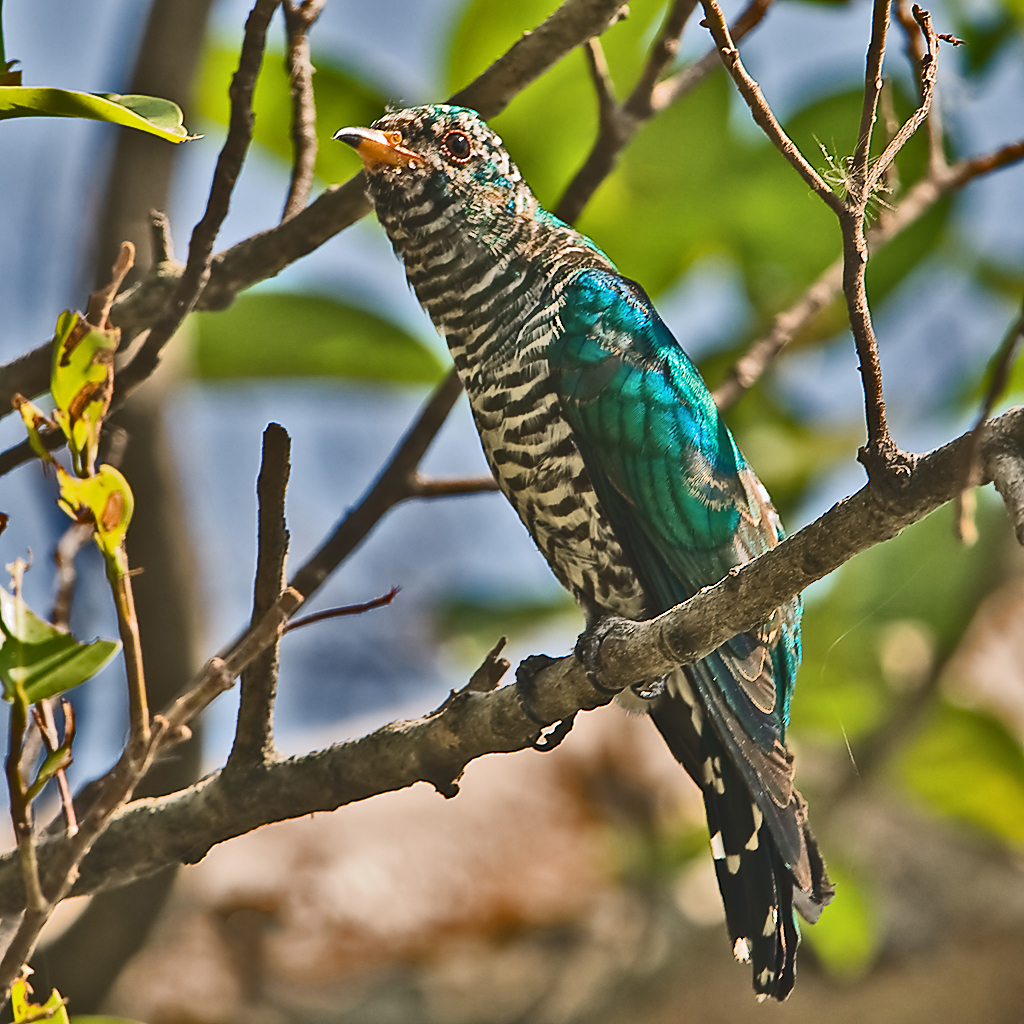
Männlicher Prachtkuckuck (Chrysococcyx maculatus)

Der königliche Nationalpark beherbergt Bengal-Tiger, Asiatische Elefanten, Gaur (Bos gaurus), sowie seltenere Goldlanguren (Presbytis geei), Zwergwildschweine (Sus salvanius), Borstenkaninchen (Caprolagus hispidus) und Ganges-Delfine (Platanista gangetica). Er ist auch der einzige bhutanische Nationalpark, der von dem Panzernashorn (Rhinoceros unicornis) und dem Wildwasserbüffel (Bubalus arnee) bewohnt wird.
Mehr als 426 verschiedene Vogelarten wurden bereits im Nationalpark gesichtet. Es wird allerdings davon ausgegangen, dass noch mehr als 200 weitere im Park beheimatet sind. Hier leben unter anderem auch die weltweit bedrohten Arten wie der Nepalhornvogel, Bindenseeadler, die zweitgrößte Reiherart, der Kaiserreiher, Fleckenbrust-Zwergtimalie, Bergrötel und Prachtkuckuck.
Im Manas und seinen Nebenflüssen sind drei seltene Arten der Karpfenfische beheimatet (Tor tor, Tor putitora und Acrossocheilus hexangonolepis).
Außerdem sind im Park noch mehr als 900 verschiedene Pflanzenarten beheimatet, welche wir heute zum Beispiel in der Medizin wiederfinden. Aber auch zu Religiösen Anlässen werden diese Pflanzen genutzt.